# ネコプラ
ネコプラ（アルファベット表記は"NECOPLA"）は、日本の女性アイドルグループ。所属事務所はFreeK-Laboratory。なお、前身（第1期）であるNECO PLASTIC（ネコプラスチック）についてもここで述べる。複数回にわたる体制変更を経て、現在(第6期)はネコプラpixx.（ネコプラピックス）の名称で活動。

## 概要

### 第1期（NECO PLASTIC）
2016年12月24日、KissBee所属の新ユニットとして活動開始。
キャッチコピーは「そう遠くない新世界を想像する、緑型ダークマターユニット」。
全員同じ黒と緑の衣装を着た7人組女性アイドルグループで、メンバーはKissBee候補生を中心に選ばれた。
ファンは「のらねこ」と呼ばれていたほか、「ネコプラ」は略称として使われていた。
ステージは会場で禁止されている場合を除き、他人に迷惑の掛からない範囲で静止画動画ともに撮影が可能。
楽曲は転調の多い、いわゆる沸ける曲が多く、歌詞は単なる言葉遊びの部分も多いが、全体として哲学的でもある。
2017年夏頃からメンバーの脱退が相次ぎ、同年10月をもって活動休止、移籍して再出発することとなった。

### 第2期（ネコプラ）
すでにアイドルグループ「chuLa」と「KATA☆CHU」を運営していたFreeKに移籍し、継続を望んだメンバーのゆきの、ゆい、一度脱退したゆりなに、新しく、みく、ももを加えた5人でネコプラとして再始動した。
キャッチコピーは「辿り着いた新世界をかき回す進化型ダークマターユニット」であり、NECO PLASTICから引き継いだ楽曲を中心にパフォーマンスを行なっている。
各メンバーにメンバーカラーが設定されたほか、衣装は橘桃奈による、各自の担当色が明確なものになった。

### 第3期（ネコプラ∞）
2019年4月6日より第3期となり、ネコプラ∞（ネコプラインフィニティー）の名称に変更した。

### 第4期（//ネコプラ//）
2019年10月5日より第4期となり∥ネコプラ∥（ネコプラパラレル）の名称に再び変更した。

### 第5期（ネコプラmom.）
2021年11月28日より第5期となりネコプラmom.（ネコプラモーメント）の名称に再び変更した。

### 第6期（ネコプラpixx.）
2022年3月19日より第6期となりネコプラpixx.（ネコプラピックス）の名称に再び変更した。

## 略歴

### 2016年
- 12月24日 - 赤坂BLITZでのKissBee定期公演にてKissBee所属新ユニットとして「NECO PLASTIC」がお披露目された[2]。

### 2017年
- 2月12日 - 1stCD『猫のヒゲはプラスティック？』リリース。リリースパーティーをTSUTAYA O-Crestにて開催[3]。
- 6月15日 - 家庭の事情により、ゆりにゃ・Ｋ・ラガマフィン脱退[4]。
- 6月24日 - 代官山LOOPにてワンマンライブ。椿・クロエド・ユミカが作成した新衣装がお披露目される。同時にアルバム「エンチクロペディー」リリース[5]。
- 7月30日 - 学業に専念する為、ヴィーヌ・エリコ脱退[6][7]。
- 8月9日 - 意見・方向性の違いにより、キ・イナート脱退[8]。
- 10月7日 - 椿・クロエド・ユミカ脱退。
- 10月29日 - 第8回定期公演「THE LAST of FIRST SEASON」にて活動休止[9]。
- 11月 - KissBeeからFreeKに円満移籍[1]。
- 11月26日 - ネコプラ再始動公演[10]。

### 2018年
- 2月22日 - アイドル最前線シーズン3にて第3位の成績を収める[11]。「優勝でワンマンライブ開催」を謳っていたが達成できず。決勝までの中途経過などがテレビ東京の番組「東京アイドル戦線」で放送された。
- 2月25日 - 「TOKYO IDOL LIVE フジさんのヨコSP・10回目!」に出演[12]。
- 4月27日 - 29日、TIF in BANGKOK COMIC CONに出演[13]。初の海外ライブ。
- 5月9日 - ファーストワンマンライブ「NECOPLA BEGINS」開催。新衣装お披露目[14]。
- 6月上旬 - 参加予定の「アイドル横丁夏まつり!!〜2018〜」の企画のクラウドファンディング。 （衣装制作のため、目標75万円）を達成。
- 7月7日・8日 - 「アイドル横丁夏まつり!!〜2018〜」出演[15]。
- 8月4日・5日 - TIF2018出演[16]。
- 8月13日 - 武道館アイドル博2018出演[17]。
- 9月30日 - 2ndワンマンライブ「NECOPLA REVOLUTION!!!」が予定されていたが、台風により短縮版ステージ。神対応が話題となる[18]。
- 10月7日 - 2ndワンマンライブ「NECOPLA REVOLUTION!!!」台風リベンジ[19]。
- 11月24日 - 主催ライブ「みく卒業公演〜お前ら、元気でな!〜」にて、就職のためみくが卒業[20]。
- 11月25日 - 新メンバーみちか加入[21]。
- 12月15日 - タイ・バンコクでワンマンライブ「会いタイ！魅せタイ！楽しみタイ！〜ネコプラワンマン in BANGKOK」[22]。

### 2019年
- 1月6日 - ネコプラ赤色オーディションの開催を発表[23]。
- 1月17日 - 主催ライブ「FreeK Music Festival～出会いと別れ～」にてゆきのが「家庭の事情により」卒業[23]。
- 1月31日 - タイムバンクの「時間主総会」に出演、向清太朗とコラボ。
- 3月4日 - 主催対バンイベント「ネコフェス」を開催。（もともとワンマンライブの予定だったが、ゆきの卒業により変更[23]。新メンバーりさをお披露目[24]。
- 4月1日 - もも卒業。これをもって「ネコプラ」体制は終了[25]。
- 4月6日 - ネコプラ∞お披露目ライブ（名古屋遠征、新メンバーのりさとさくらが合流）[26][27]。
- 5月30日 - 3rdワンマンライブ「進撃のインフィニティ」をTSUTAYA O-EASTにて開催[28]。みちかのみちか∞への改名とのリーダー就任を発表[29]。
- 7月6日・7日 - 初の台湾遠征[30]。（りさは高熱と持病の悪化のため参加できず[31]）。
- 8月2日 - 4日 - TIF2019出演、TGIF2019にもみちか∞を除き全員参加[32]。
  - 2019年7月 - 週刊SPA!とTIF2019による企画「真夏のアイドル決定戦2019」に、グループを代表し青木りさが出場。同誌8月6日号の表紙およびグラビアページに水着掲載[33]。なお，りさはFRIDAY2019年8月23・30日号にもグラビアが掲載された。
- 8月25日 - 「@JAM EXPO 2019」出演[34]。
- 9月20日 - 5人のネコプラ∞体制の終了ライブ。同ライブにおいてりさが卒業したほか、新体制でのゆりなとさくらの残留が発表された[35]。
- 9月23日 - ゆいの卒業ライブ。このライブを持って「ネコプラ∞」体制は終了。またこの日を持って大学受験に専念する為みちか∞が活動休止[36][37]。
- 10月5日 - ∥ネコプラ∥体制お披露目ライブ（名古屋ReNY limited）。復帰した世良ゆきのと5名の新メンバーを初披露[38]。
- 12月22日 - 渋谷CAMELOT B3で行われた「みちか お別れ会 〜お別れじゃないよ、ずっと一緒だよ∞〜」を持ってみちかが正式に脱退の上、芸能界引退[39]。

### 2020年
- 3月4日 - ワンマンLIVE「Sprinter!! 〜僕らは走る、その先へ。〜」をTSUTAYA O-EASTにて開催[40]。
- 3月25日 - 6月25日 - 2019年新型コロナウイルスの感染拡大に伴い、有観客でのライブイベントの活動を自粛。
- 6月7日 - 20日 - 手羽先センセーションとのコラボにより、期間限定でグループ名を「ネコプラセンセーション」に変更[41]。
- 6月21日 - 7月4日 - 「AfterSchool」とのコラボにより、期間限定でグループ名を「ネコプラアフタースクール」に変更[42]。
- 7月5日 - 300人限定ワンマンライブ「with NECOPLA」をTSUTAYA O-EASTにて開催[43]。
- 8月1日 - 9月15日 - ワンマンLIVEシリーズ「プロミスサマー」を東京・横浜・名古屋・大阪の8会場において開催。
  - このうち9月13日には、グループ史上初となるZepp単独ライブをZeppNagoyaにて開催[44]。
- 10月2日・3日 - TIFオンライン2020に出演[45]。
- 11月14日 - 「//ネコプラ// ZeppワンマンLIVE in 大阪」をZepp OsakaBaysideにて開催[46]。

### 2021年
- 2月11日 - 重大な規約違反を行っていることが発覚した為、世良ゆきのが同日付で活動終了。同時に新メンバーオーディションの開催を発表[47]。
- 2月13日 - 主催対バンイベント「ネコフェス」をZepp HanedaとなんばHatchにて開催。
- 3月1日 - ワンマンLIVE「BRING OUT」をZepp Tokyoにて開催[48]。
- 3月29日 - 公式Twitterにおいて、新メンバー(仮)として本間みみと空野すずの2名を発表[49][50]。
- 4月22日 - 同日発売の『週刊ヤングジャンプ』（集英社）21＆22合併号スタートの企画「サキドル エース SURVIVAL 11」に立花が参加[51]。
- 4月24日 - 本間みみと空野すずの2名が新メンバーとしてステージデビュー。
- 7月10日 - 家庭の事情により活動への復帰が難しい為、空野すずが同日付で活動を終了[52]。
- 9月2日 - 新メンバーとして桜井ひかるの加入が発表される。
- 11月2日 - 2022年2月 - 全国ツアー「冒険少女 ~走り続け未来への道を~」を開催。
- 11月20日 - 社会上のルール違反を犯したとして、同日付で成瀬かおり・桧山れな・本間みみの3名の活動終了を発表[53]。また同日には、「//ネコプラ//」体制の終了と新体制の始動が発表された[54]。
- 11月22日 - 代理人弁護士を通じて、同日付で立花りくが所属事務所であるFreeK-Laboratoryとの契約を解除する旨を通知[55]。
- 11月28日 - 恵比寿ガーデンホールにて、 ネコプラ mom.体制をお披露目。新メンバーの世良あかり・花咲ひより・増田英美が合流したほか、増田みい・桜井ひかるの担当カラーが変更された[56][57][58]。

### 2022年
- 1月4日 - 同日をもって増田英美の兼任が終了。また同時に、新メンバーとして小咲ののの加入を発表[59]。
- 1月9日 - Zepp Hanedaにて行われた「アナフェスZepp 〜お年玉だよ超無銭SP!!〜」にて、新メンバーの小咲を含めた新体制をお披露目[60]。
- 2月19日 - 冒険少女ツアーファイナルが池袋harebutaiにて開催。ライブの後半にサプライズでSTAiNYとして活動していた永瀬かのんの加入が発表され同日付で新メンバーとして加入。また、新体制である「ネコプラpixx.」の始動が発表された[61]。
- 3月17日 - 「本人の一身上の都合並びに活動する上でふさわしくない対応が続いた」として、小咲ののをメンバーから外すことを発表[62]。
- 3月19日 - 名古屋ReNY limitedにて行われた「miniTIF in Nagoya」にて ネコプラpixx. 体制をお披露目[63]。
- 4月16日 - 桜井ひかるが感染症の療養により4月19日までの活動休止を発表。その後引き続き体調不良により活動休止。
- 4月17日 - 動員1000人を目標にネコプラpixx.新体制お披露目東名阪無銭ツアー開催。
- 4月29日 - 無銭ツアーファイナルがなかのZERO大ホールにて開催され、動員が1000人超えたことが明らかになりネコプラpixx.に改名してからの4曲が順次サブスク解禁されることが決定。
- 5月9日 - 桜井ひかるが規約違反により脱退。
- 6月25日 - 花咲ひよりが鉄道の事件に巻き込まれ、各所メディアに掲載。
- 6月26日 - 本人と保護者の依頼を受け、小咲ののが所属事務所である合同会社FreeK-Laboratoryとの契約解除。
- 8月1日 - 休養していた花咲ひよりが9月以降ネコプラpixx.専任になることを発表。
- 8月11日 - ネコプラpixx.初の野外ワンマンライブ「X ROCKSummer2022」を新宿ReNYで開催。JUSTMYジンセイ、XROCK、ダンスサンダーのサブスク解禁が発表された。
- 11月25日 - 28日 - ネコプラpixx.としては初となるタイ遠征を開催。
- 12月17日 - NAGOYA ReNYにて新メンバーの天海りん(黄色担当)、瀬川さや(ピンク色担当)、琴音あい(緑色担当)がお披露目。初の9人体制となった。
- 12月23日 - 同月17日に加入を報告したばかりのメンバー・天海りんの脱退を発表した[64]。

### 2023年
- 5月2日 - 「アイドル活動において非常に意識が足りない行動が見受けられた」として、瀬川さやをメンバーから外し、準メンバーに降格とすると発表[65]。
- 6月10日 - 同日付で複数のファンとの私的交流等が認められたため、花咲ひよりのグループ活動を終了することを発表[66]。同月7日には花咲も自身のアカウントで脱退を表明していた[67]。

### 2024年
- 2月 -「TGIF Photo Session 週プレ賞 2024」で琴音あい、藍川みりがベスト30入り[68]。
- 2月29日 - 永瀬かのんが卒業[69]。

## メンバー
| 名前                     | 誕生日  | 担当色         | 活動期間             | 出身   | 備考 |
| ------------------------ | ------- | -------------- | -------------------- | ------ | --- |
| 増田 みい ますだ みい    | 3月24日 | 白             | 2019年10月5日 - 現在 | 東京都 | A-LIGHT所属 実妹は強がりセンセーションの増田英美である。 加入から2021年11月27日までは 緑色担当。高校時代に恋する週末ホームステイに出演。 |
| 夏音れいら なつね れいら | 6月30日 | オレンジ       | 2024年6月25日 - 現在 | 千葉県 | |
| 熊乃しおん くまの しおん | 4月10日 | 青             | 2024年6月25日 - 現在 | 東京都 | 元：青山Rabness 元：花いろは 元：ワンダーウィード天                                                                                      |
| 月野 るる つきの るる    | 2月6日  | ミントグリーン | 2025年4月5日 - 現在  |        | |

### 旧メンバー
| 名前                        | 誕生日   | 担当色   | 活動期間                                                     | 出身       | 備考 |
| --------------------------- | -------- | -------- | ------------------------------------------------------------ | ---------- | --- |
| ラヴィーヌ・エリコ          | 7月11日  |          | 2016年12月24日 - 2017年7月30日                               | 千葉県     | MC担当 |
| サキ・イナート              | 4月11日  |          | 2016年12月24日 - 2017年8月9日                                | 群馬県     | ネガティブ担当 |
| 椿クロエド・ユミカ          | 3月13日  |          | 2016年12月24日 - 2017年10月7日                               | 東京都     | わがまま担当 |
| マナ・アンファン            | 4月28日  |          | 2016年12月24日 - 2017年10月29日                              | 茨城県     | ロケットランチャー担当 |
| みく                        | 4月26日  | 青       | 2017年11月26日 - 2018年11月14日                              |            | |
| もも                        | 5月16日  | 黄       | 2017年11月26日 - 2019年4月1日                                |            | |
| 青木 りさ あおき りさ       | 9月12日  | 赤       | 2019年4月6日 - 2019年9月20日                                 |            | 元：Stereo Tokyo（青木理咲） 元:天晴れ!原宿 元：#2i2 |
| ゆい                        | 8月3日   | ピンク   | 2016年12月24日 - 2019年9月23日                               | 東京都     | 「NECO PLASTIC」時代は「プルメリア・ユイ」名義 「NECO PLASTIC」での担当は「ぶりっ子」 |
| みちか                      | 8月8日   | 水色     | 2018年11月25日 - 2019年9月23日                               |            | 2019年5月30日から2019年9月23日までは「みちか∞」名義にて活動。 |
| 世良 ゆきの せら ゆきの     | 3月10日  | 白       | 2016年12月24日 - 2019年1月17日 2019年10月5日 - 2021年2月11日 | 兵庫県     | 「NECO PLASTIC」時代は「ゆきの・ネージュ」名義 「ネコプラ」時代は「ゆきの」名義にて活動 「NECO PLASTIC」での担当は「カメラ」 2017年11月26日から2019年1月17日までは 赤色担当。複数回の規約違反により解雇。ゆきちるとして碧島ゆりな、桜井ひかると共に活動。 |
| 空野 すず そらの すず       | 3月20日  | 白       | 2021年4月24日 - 2021年7月10日                                | 福岡県     | 元：TENRIN（千結） 次：rosé collage（恋萌ちゆう） 家庭の事情で活動辞退。 |
| 成瀬 かおり なるせ かおり   | 8月4日   | ピンク   | 2019年10月5日 - 2021年11月20日                               |            | SRF所属 ひとカケラの世界（成瀬香）から兼任を経て移籍。未成年飲酒発覚後、解雇。 次：4864.→エウレカ→HAKUSULA |
| 本間 みみ ほんま みみ       | 1月4日   | オレンジ | 2021年4月24日 - 2021年11月20日                               | 神奈川県   | |
| 桧山 れな ひやま れな       | 2月27日  | 黄       | 2019年10月5日 - 2021年11月20日                               | 北海道     | SRF所属 |
| 立花 りく たちばな りく     | 11月16日 | 赤       | 2019年10月5日 - 2021年11月22日                               |            | 元：SSR撮影会モデル |
| 碧島 ゆりな あおしま ゆりな | 11月11日 | 青       | 2016年12月24日 - 2017年6月15日 2017年11月26日 - 2021年11月   | 宮城県     | 2017年11月26日から2019年9月23日までは 白色担当。 |
| 増田 英美 ますだ えいみ     | 7月31日  | 緑       | 2021年11月28日 - 2022年1月4日                                |            | A-LIGHT所属 増田みいは姉 KATACOTO＊BANKとの兼任 |
| 小咲 のの こさき のの       | 1月5日   | 緑       | 2022年1月9日 - 2022年3月17日                                 | 京都府     | 元：#PANnana -パンダの指は実は7本ある。- |
| 桜井 ひかる さくらい ひかる | 12月4日  | ピンク   | 2021年9月2日 - 2022年5月9日                                  | ろーる王国 | 元：Leap Plane+。,1EyeLine 加入から2021年11月27日までは 白色担当。 |
| 天海 りん あまみ りん       | 1月5日   | 黄       | 2022年12月17日 - 2022年12月23日                              |            | |
| 花咲 ひより はなさき ひより | 11月2日  | 赤       | 2021年11月28日 - 2023年6月15日                               | 埼玉県     | 元：chuLa |
| 永瀬 かのん ながせ かのん   | 6月29日  | オレンジ | 2022年2月19日 - 2024年2月29日                                | 茨城県     | 元：アキシブproject 元：STAiNY |
| 高宮 さくら たかみや さくら | 10月29日 | 水色     | 2019年4月6日 - 2024年6月23日                                 | 愛知県     | 「ネコプラ∞」時代は「さくら」名義で活動 加入から2019年9月23日までは 紫色担当。当時のメンバーでは一番先輩。 |
| 世良 あかり せら あかり     | 9月24日  | 青       | 2021年11月28日 - 2024年6月23日                               | 三重県     | 元：綺星★フィオレナード |
| 琴音 あい ことね あい       | 7月8日   | 緑       | 2022年12月17日 - 2024年2月28日                               | 東京都     | 元：Jewel☆Neige |
| 藍川 みり あいかわ みり     | 12月9日  | 紫       | 2019年10月5日 - 2025年6月1日                                 | 福島県     | |
| 瀬川 さや せがわ さや       | 10月27日 | ピンク   | 2022年12月17日 - 2025年6月22日(仮)                           | 東京都     | 元：1学期の前髪 |

#### メンバー関連グループ等
- ゆ組（ネコプラがゆきの・ゆい・ゆりなの3人で活動するときに使われた呼称）
- JK☆FreeQ（FreeK所属グループの女子高生メンバーで構成されたユニット、ゆいとももが参加、2018年9月12日 - ）

## ディスコグラフィー
- 「สวัสดีค่ะทุกคน!! ดิฉันชื่อ NECOPLA ค่ะ（タイの皆さんこんにちは！！私たち…ネコプラです！！）」（2018年4月）
  - ジャケット画はゆりなが担当。当初タイ限定盤と告知されたが日本でも発売。

1. N.P.P.R
2. 竜宮城まで一直線、海をパカッと楽しモーゼ！
3. AWA AWA HOUR DANCE NIGHT

### 配信限定版
| # | 作品名                   | 配信開始日    | 備考 |
| - | ------------------------ | ------------- | ---- |
| 1 | This is 私って人間。     | 2018年6月22日 |      |
| 2 | その点パンダは素晴らしい | 2018年7月13日 |      |
| 3 | 干支えとせとら           | 2018年8月24日 |      |

| # | 作品名         | 配信開始日    | 備考 |
| - | -------------- | ------------- | ---- |
| 1 | 初恋リミテッド | 2019年5月21日 |      |

| # | 作品名         | 配信開始日    | 収録曲 | 備考 |
| - | -------------- | ------------- | --- | ---- |
| 1 | No.1           | 2019年6月30日 | 1. No.1 2. AWA AWA DANCE NIGHT 3. N.P.P.R 4. 奇想天外革命 5. Footsteps 6. 絶望も人生                                                                                          |      |
| 2 | ココロボイス   | 2019年7月31日 | 1. ココロボイス 2. 竜宮城まで一直線、海をパカっと楽しモーゼ！ 3. その点パンダは素晴らしい 4. にゃんだふるらいふ 5. 干支えとせとら 6. ヒューマンエラー 7. This is 私って人間。 |      |
| 3 | カルマジガール | 2019年8月31日 | 1. カルマジガール 2. 今日も世界はアイラブユッ 3. インプット宣言 4. わっっっっしょい！ 5. パラッパスイッチ 6. 初恋リミテッド                                                   |      |

　2019年6月以降、ミニアルバムの形によって3回に分けて(その時点での)全楽曲を配信開始した。
|   | 作品名             | 配信開始日     | 備考 |
| - | ------------------ | -------------- | ---- |
| 1 | GAME PLANET        | 2020年11月16日 |      |
| 2 | ジコチュー超会議   | 2021年2月5日   |      |
| 3 | Run and Run        | 2021年2月12日  |      |
| 4 | 夕焼けライオット   | 2021年2月19日  |      |
| 5 | Sprinter!!         | 2021年2月26日  |      |
| 6 | Ignite             | 2021年3月1日   |      |
| 7 | プロミスサマー     | 2021年3月1日   |      |
| 8 | 冒険少女           | 2021年11月19日 |      |
|   | 作品名             | 配信開始日     | 備考 |
| 1 | ゼッタイ最強宣言！ | 2022年6月27日  |      |
| 2 | マジカルフレンド   | 2022年7月4日   |      |
| 3 | 夏恋君想           | 2022年7月11日  |      |
| 4 | UPSIDE DOWN GIRL   | 2022年7月11日  |      |
| 5 | JUST MY ジンセイ   | 2022年9月26日  |      |
| 6 | X ROCK             | 2022年9月26日  |      |
| 7 | ダンスサンダー     | 2022年9月26日  |      |

## 出演

### ラジオ
- ネコプラの楽屋。（不定期、渋谷クロスFM）

### テレビ
- アイドルゾーン20時（2019年4月1日 - 6月21日、TOKYO MX2）- 金曜レギュラー[71]
- バリふり!!!（2019年8月18日 - 、TOKYO MX2、日曜隔週）
- #しゃにむにロック 〜型破りな女たち〜（2021年1月28日 - 隔週、中京テレビ）- 番組リニューアルまでレギュラー

### Twitter
- ネコプラ公式 (@NECOPLASTIC) - X（旧Twitter）
- 高宮さくら (@sakuraNECOPLA) - X（旧Twitter）
- 増田みい (@miiNECOPLA) - X（旧Twitter）
- 藍川みり (@miriNECOPLA) - X（旧Twitter）
- 世良あかり (@akari_NECOPLA) - X（旧Twitter）
- 永瀬かのん (@kanon_nagase) - X（旧Twitter）
- 瀬川さや (@sayaNECOPLA) - X（旧Twitter）
- 琴音あい (@aiNECOPLA) - X（旧Twitter）

### Instagram
- 碧島ゆりな (@aoshimayurina) - Instagram
- 増田みい (@0324miiii) - Instagram
- 琴音あい (@kotone_ai0708) - Instagram